# آن بوربون پارما
آن (پرنسس آن آنتوانت فرانسیس شارلوت زیته مارگریت از بوربون پارما; ۱۸ سپتامبر ۱۹۲۳ – ۱ اوت ۲۰۱۶) همسر پادشاه میهای یکم بود. او در سال ۱۹۴۸ با میهای ازدواج کرد، سالی پس از آنکه او از سلطنت کناره‌گیری کرده بود. با این حال، پس از ازدواج، او به عنوان ملکه آن (رومانیایی: Regina Ana) شناخته شد.

## زندگی اولیه

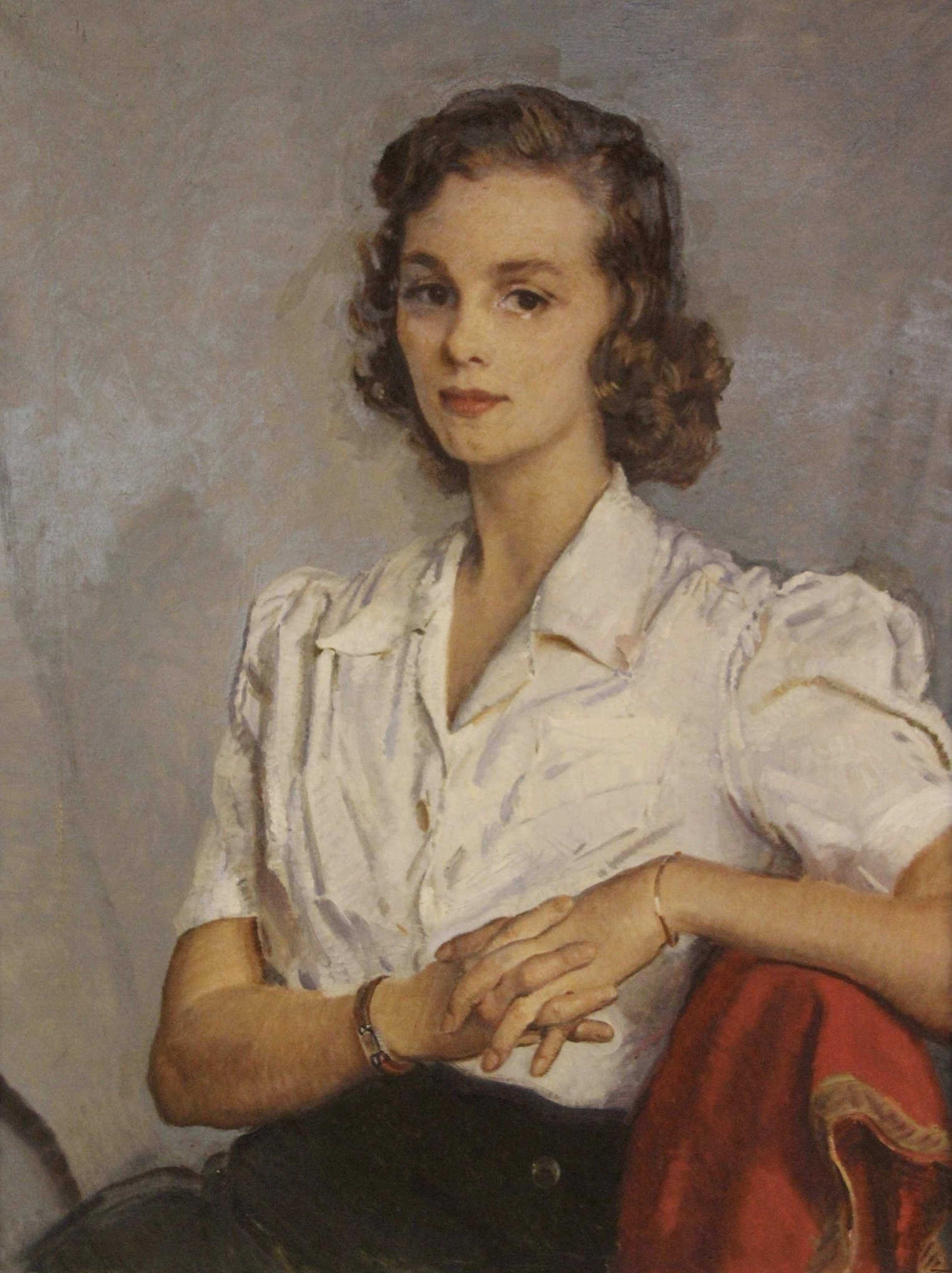
پرنسس آن از بوربون پارما. پرتره توسط نِد موری، ۱۹۴۳.

پرنسس آن از بوربون پارما در ۱۸ سپتامبر ۱۹۲۳ در پاریس، فرانسه به دنیا آمد و تنها دختر پرنس رنه از بوربون پارما و پرنسس مارگارت دانمارک بود. او همراه با سه برادرش دوران کودکی خود را در فرانسه سپری کرد و در خانواده به نام نان (در انگلیسی Nan) شناخته می‌شد.
تعطیلات آنها به‌طور متناوب در ویلا پیانووره در لوکا با مادربزرگ پدری‌شان، دوشس بیوه پارما، یا در کاخ برنسترف در کپنهاگ با پدربزرگ مادری‌شان سپری می‌شد. عمهٔ پدری او، زیتا ماریا، آخرین امپراتریس اتریش بود، در حالی که عمه‌های مادری او ماریا فیودوروونا، امپراتریس روسیه و الکساندرا، ملکه دانمارک بودند. در سال ۱۹۳۹، خانواده‌اش از نازیسم گریخته و به اسپانیا پناه بردند. سپس به پرتغال و بعد به ایالات متحده رفتند. او بین سال‌های ۱۹۴۰ تا ۱۹۴۳ در مدرسه طراحی پارسونز در نیویورک تحصیل کرد و در میسیز به عنوان دستیار فروش مشغول به کار شد. در سال ۱۹۴۳، او برای خدمت در ارتش فرانسه داوطلب شد و در الجزایر فرانسه، مراکش تحت حمایت فرانسه، ایتالیا، لوکزامبورگ و آلمان تحت اشغال متفقین به عنوان راننده آمبولانس خدمت کرد. آن به دلیل خدمات خود در جنگ، نشان کروآ دِ گِر فرانسه را دریافت کرد.

## ازدواج

### نامزدی
در نوامبر ۱۹۴۷، آن با میهای یکم، که برای ازدواج الیزابت دوم و فیلیپ مونت‌باتن به لندن سفر کرده بود، آشنا شد. یک سال قبل، ملکه مادر هلن از آن، مادر و برادرانش برای سفری به بخارست دعوت کرده بود، اما این برنامه عملی نشد. در همین حال، میهای آن را در یک فیلم خبری دیده و تصویری از فیلم درخواست کرده بود.
آن تمایلی به همراهی خانواده‌اش به لندن برای عروسی نداشت زیرا می‌خواست از ملاقات رسمی با میهای اجتناب کند. او تصمیم داشت به ایستگاه قطار پاریس برود و تنها به عنوان یک رهگذر در جمع، بدون مواجهه مستقیم، میهای را ببیند. اما در لحظه آخر، پسرخاله‌اش، ژان، دوک اعظم لوکزامبورگ، او را متقاعد کرد تا به لندن بیاید، جایی که قرار بود مهمانی‌ای برگزار کند. پس از رسیدن به لندن، آن به هتل کلاریج رفت تا والدینش را ببیند و به‌طور غیرمنتظره‌ای به میهای معرفی شد. او به شدت خجالت‌زده شد و به جای تعظیم، سلام نظامی کرد و با شرمندگی از آنجا خارج شد. اما پادشاه که تحت تأثیر قرار گرفته بود، او را در مهمانی سفارت لوکزامبورگ دوباره ملاقات کرد، برخی نگرانی‌های خود را دربارهٔ تسلط کمونیست‌ها بر رومانی و تهدیدهای امنیتی مادرش با او در میان گذاشت و او را نان خطاب کرد. آنها در لندن چندین بار یکدیگر را ملاقات کردند، همیشه در حضور مادر یا برادر آن.
چند روز بعد، آن پذیرفت تا همراه با میهای و مادرش، که با هواپیمای بیچ‌کرفت خلبانی میهای عازم لوزان بودند، سفر کند. شانزده روز پس از نخستین دیدار، میهای از آن خواستگاری کرد. او در ابتدا نپذیرفت، اما پس از چندین پیاده‌روی و رانندگی با او، پیشنهاد را قبول کرد. میهای چند روز بعد حلقه نامزدی را به آن داد، اما تا زمانی که خبر را به دولتش اطلاع نداد، از اعلام رسمی خودداری کرد، هرچند که رسانه‌ها در انتظار اعلام رسمی این نامزدی بودند.
میهای به پادشاهی رومانی بازگشت و از نخست‌وزیر شنید که اعلام نامزدی در آن زمان «مناسب» نیست. اما چند روز بعد، دولت از این موضوع به عنوان توجیهی برای کناره‌گیری ناگهانی پادشاه استفاده کرد که به گفته ماریلین آی. آی.لرز کونینگ، در واقع همان عزل (سیاست) پادشاه توسط حزب کمونیست رومانی در ۳۰ دسامبر بود. آن تا زمانی که میهای از کشور خارج شد، هیچ خبری از او نداشت. آنها سرانجام در داووس، سوئیس در ۲۳ ژانویه ۱۹۴۸ دوباره به هم پیوستند.

### عروسی
به عنوان یکی از اعضای دودمان بوربون، آن ملزم به رعایت قانون کلیسایی کلیسای کاتولیک در کلیسای کاتولیک بود که ایجاب می‌کرد برای ازدواج با یک مسیحی غیرکاتولیک (مایکل که پیرو کلیسای ارتدکس شرقی بود) نیاز به دریافت رخصت‌نامه داشت. در آن زمان، چنین رخصت‌نامه‌ای معمولاً فقط در صورتی اعطا می‌شد که شریک غیرکاتولیک متعهد شود فرزندان ازدواج را به عنوان کاتولیک‌های رومی پرورش دهد. مایکل از انجام این تعهد خودداری کرد زیرا این امر خلاف قانون اساسی سلطنتی رومانی بود و می‌توانست بر هرگونه بازگرداندن سلطنت تأثیر منفی بگذارد. سریر مقدس (که به دلیل تعلق مایکل به یک دودمان سلطنتی حاکم، شخصاً به این موضوع رسیدگی کرد) تنها در صورتی حاضر به اعطای رخصت‌نامه بود که مایکل تعهد لازم را بدهد.
هلن، ملکه مادر رومانی و خواهرش ایرنه، شاهدخت یونان و دانمارک، دوشس آئوستا (که خود یک شاهزادهٔ کاتولیک را به همسری گرفته بود) در پاریس با والدین نامزد دیدار کردند، جایی که دو خانواده تصمیم گرفتند موضوع را شخصاً به واتیکان ببرند. در اوایل مارس، مادران زوج به همراه پیوس دوازدهم دیدار کردند، اما با وجود درخواست‌های ملکه مادر و عصبانیت شاهدخت مارگرت که با مشت روی میز کوبید، پاپ اجازه ازدواج آن و مایکل را نداد.
گمان می‌رود که امتناع پاپ تا حدی به دلیل اتفاقات گذشته بوده است؛ هنگامی که شاهدخت جیووانا از ایتالیا در سال ۱۹۳۰ با پسرعموی آن، بوریس سوم بلغارستان ازدواج کرد، این زوج تعهد داده بودند که فرزندانشان را به عنوان کاتولیک‌های رومی تربیت کنند، اما در نهایت آن‌ها را طبق آیین ارتدکس غسل تعمید دادند تا با دین رسمی بلغارستان سازگار باشد. با این حال، مایکل از دادن تعهدی که از نظر سیاسی نمی‌توانست به آن پایبند بماند، سر باز زد، در حالی که مادر آن خود فرزند یک ازدواج بین ادیان بین یک کاتولیک (ماری اورلئان) و یک پروتستان (شاهزاده والدمر دانمارک) بود که طبق توافق قبلی خود، پسرانشان را به‌عنوان پروتستان و دخترشان، مارگرت، را به‌عنوان کاتولیک تربیت کردند.
با وجود استرس زیاد، زوج نامزد تصمیم به ادامه کار گرفتند. عموی پدری آن، زاویر، دوک پارما، بیانیه‌ای صادر کرد که در آن با هر ازدواجی که بدون رضایت پاپ و خانواده عروس صورت گیرد، مخالفت کرد. این او بود، نه پونتیفکس، که والدین آن را از حضور در عروسی منع کرد. سخنگوی مایکل در ۹ ژوئن اعلام کرد که از والدین اجازه گرفته شده و موافقت کرده‌اند و خانواده عروس توسط دایی مادری‌اش، پروتستان شاهزاده اریک دانمارک، که وظیفهٔ سپردن عروس را بر عهده داشت، نمایندگی خواهد شد.

مراسم ازدواج در ۱۰ ژوئن ۱۹۴۸ در آتن، یونان، در تالار تخت سلطنتی برگزار شد. این مراسم توسط اسقف اعظم داماسکینوس برگزار شد و پائول یونان به‌عنوان عروسی خدمت کرد. مهمانان مراسم عروسی شامل مادر مایکل، هلن، ملکه مادر رومانی، عمه‌هایش فردریکای هانوفر، شاهدخت ایرنه، دوشس آئوستا، شاهدخت کاترین یونان و دانمارک؛ پسرعموها و دخترعموهایش الکساندرا (یوگسلاوی), شاهزاده آمادئو، دوک آئوستا، سوفیا د گرسیا، کنستانتین دوم، پادشاه یونان و شاهدخت ایرنه یونان و دانمارک (سه نفر آخری به‌عنوان ساقدوش و ندیمه حضور داشتند)؛ دایی مادری آن، شاهزاده اریک دانمارک؛ دوشس النا ولادیمیرونای روسیه، شاهدخت اولگای یونان و دانمارک، شاهدخت الیزابت یوگسلاوی، شاهزاده جورج ویلیام هانوفر و بسیاری از شخصیت‌های برجسته دیگر بودند. پدر مایکل، کارول دوم، و خواهرانش، ماریا یوگسلاوی، الیزابت شارلوت ویکتوریا (ملکه سابق یونان) و شاهدخت ایلئانا رومانی از مراسم مطلع شدند، اما دعوت نشدند.

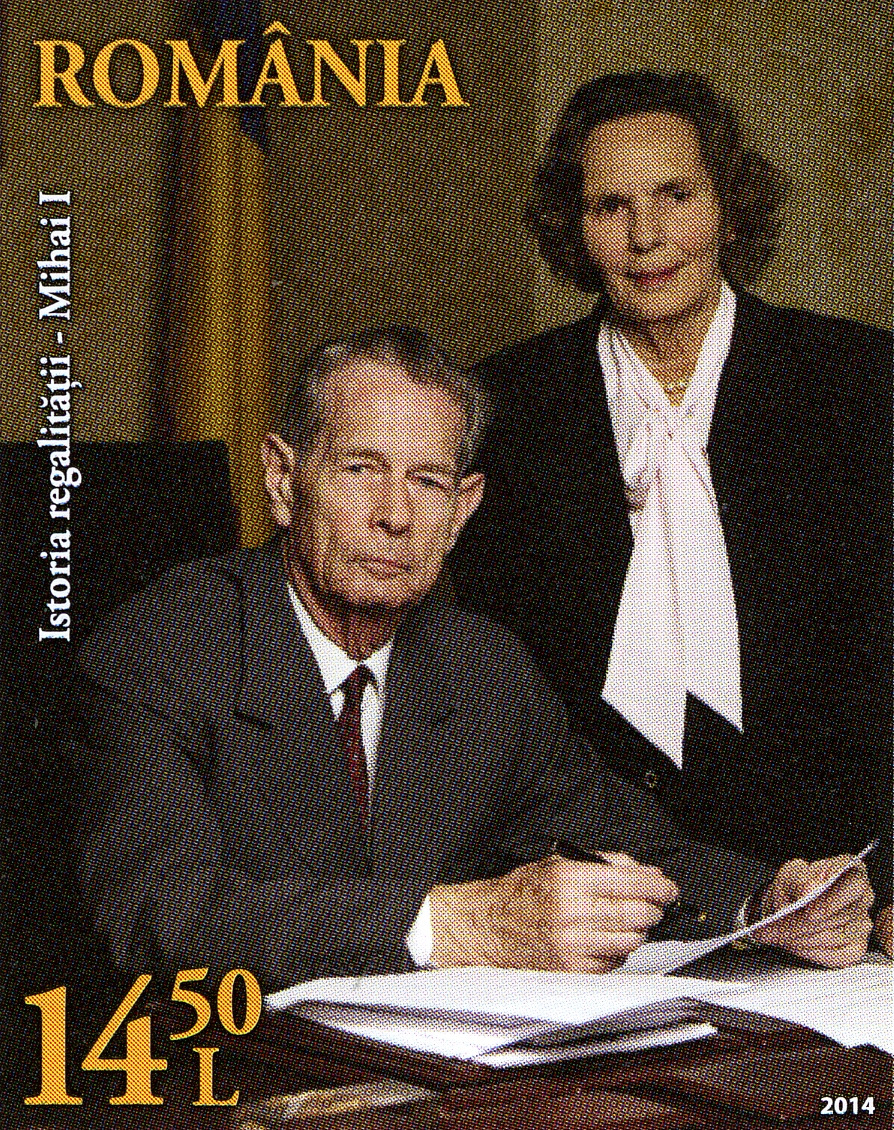
تمبر رومانیایی سال ۲۰۱۴ با تصویر مایکل و آن

از آنجایی که رخصت‌نامه پاپی برای ازدواج اعطا نشد، این ازدواج که طبق آیین کلیسای ارتدکس شرقی انجام شده بود، از نظر کلیسای کاتولیک نامعتبر تلقی شد، اما از نظر تمام دیگر مراجع قانونی کاملاً معتبر بود. این زوج سرانجام در ۹ نوامبر ۱۹۶۶ در کلیسای کاتولیک رومی سن شارل در موناکو دوباره در مراسم مذهبی شرکت کردند تا با قوانین کلیسای کاتولیک روم مطابقت داشته باشد.

## زندگی بزرگسالی
پس از ازدواجشان در سال ۱۹۴۸، آن و مایکل به مدت چهار سال خانه‌ای در هرتفوردشر اجاره کردند، جایی که به باغبانی بازاری مشغول شدند و به پرورش ماکیان پرداختند. در سال ۱۹۵۶، آن‌ها به ورسوآ ژه او در کنار دریاچه ژنو نقل مکان کردند و در آنجا پنج دختر خود را بزرگ کردند. در سال ۱۹۹۲، آن‌ها برای سه روز از رومانی بازدید کردند؛ این نخستین سفر آن به کشور بود. بین سال‌های ۱۹۹۳ تا ۱۹۹۷، علی‌رغم تلاش‌های مکرر، مایکل از ورود به رومانی توسط دولت خصمانه رومانی منع شد. در این سال‌ها، آن چندین بار به نمایندگی از همسرش به کشور سفر کرد. پس از سال ۱۹۹۷، هیچ محدودیتی برای ورود آن و مایکل به رومانی وجود نداشت. کاخ الیزابتا توسط دولت در اختیار آن‌ها قرار گرفت و برخی املاکشان از جمله قلعه ساورشین و قلعه پلش را از دولت بازپس گرفتند.
در ژوئن ۲۰۰۸، آن و مایکل سالگرد ازدواج خود را با سه روز جشن در رومانی گرامی داشتند که این بزرگ‌ترین جشن آن‌ها از زمان ازدواجشان در ژوئن ۱۹۴۸ محسوب می‌شد.

### بیشتر
- Bramsen, Bo (1992). Huset Glücksborg. Europas svigerfader og hans efterslægt [The House of Glücksburg. The Father-in-law of Europe and his descendants] (به دانمارکی) (2nd ed.). Copenhagen: Forlaget Forum. ISBN 87-553-1843-6.
- Radu, Prince of Hohenzollern-Veringen (2002). Anne of Romania: A War, an Exile, a Life. Bucharest: The Romanian Cultural Foundation Publishing House. شابک ‎۹۷۸−۹۷۳−۵۷۷−۳۳۸−۰. The ISBN printed in the document (973-577-338-8) is invalid, causing a checksum error. بایگانی‌شده  در ۱۹ سپتامبر ۲۰۰۷ توسط Wayback Machine.
- Lerche, Anna; Mandal, Marcus (2003). A royal family : the story of Christian IX and his European descendants. Copenhagen: Aschehoug. ISBN 9788715109577.